# Рафіков Булат Загрийович
Булат Загрийович Рафіков (башк. Булат Заһрый улы Рафиҡов; 1934—1998) — башкирський письменник. Член спілки письменників Башкирської АРСР (1978). Заслужений працівник культури Башкирської АРСР (1984). Лауреат премії імені Салавата Юлаєва.

## Біографічні відомості
Народився 4 серпня 1934 року в селі Давлеткулово Мелеузівського району Башкирської АРСР в сім'ї вчителя. Булат навчався в школі, після війни працював кур'єром в колгоспі. Закінчив Стерлітамацьке педагогічне училище.
У 1959 році закінчив з «червоним» дипломом Башкирський державний університет, де був Сталінським стипендіатом. Будучи студентом Булат Рафіков друкувався в республіканських газетах і журналах. Після закінчення університету працював заступником директора школи села Юлдашево Мелеузівського району.
У 1960—1970 рр. працював в редакції газети «Ленінець». З 1970 року був завідувачем відділом публіцистики і нарисів в редакції журналу «Піонер», а з 1972 року — співробітником газети «Схід».
З 1973 року працював в газеті «Рада Башҡортостани», а з 1974 по 1977 рік був завідувачем відділом інформації у тій самій редакції.
У 1977—1998 рр. з перервами працював в журналі «Агидель»:
- у 1977—1980 рр. — Відповідальним секретарем,
- у 1980—1981 рр. — Заступником головного редактора,
- з 1988 року — головним редактором.

У 1981—1988 рр. був відповідальним секретарем правління Спілки письменників Башкирської АРСР.
У 1994—1998 рр. одночасно був головою Ради аксакалів башкирських родів.
26 квітня 1998 помер в місті Уфі, був похований в рідному селі.

## Творчість
Перша книга віршів письменника «Ғәжәбстан» («Країна чудес») вийшла в 1965 році.
Булат Рафіков є автором поетичних збірок «Кісеүҙәр» (1977; «Броди»), «Йиһан сәғәтсеһе» (1982; «Годинникар Всесвіту»), повістей «Тауҙарҙа ҡар іртә ята» (1978; «У горах сніг лягає рано»), "Үр елдәре "(1984; «Вітри верхові»), «Ейәрләнгән ат» (1990; «Осідланий кінь»); фантастичних повістей «Лоулла» (1981), «Йиһан азаматтари» (1987; «Азамати Всесвіту»), романів «Ахиризаман көткәндә» (1993; «В очікуванні кінця світу», 1996), «Көнгәк» (1995; «Кунгак»), «Үлсәү йондоҙлоғо» (1997; «Сузір'я Терезів»), «Ҡараһаҡал» (1989; у російському перекладі «Карасакал», 2001), книг для дітей «Һүҙҙәр аҙаш — ҡурҡмай аҙаш» (1995; «Я загубитися не боюся»), п'єс «Наш час — в наших руках» і «Башкир з Парижа».
Його п'єси ставили на сцені Стерлітамакського драматичного театру.
У багатьох творах письменник звертається до проблем дбайливого ставлення до звичаїв та обрядів, рідної мови, культури.

## Нагороди і премії
- Державна премія Башкирської РСР імені Салавата Юлаєва (1990);
- Орден Дружби народів (1994).

## Пам'ять
Ім'я Булата Рафікова присвоєно вулицям села Давлеткулово, міст Баймак, Ішимбай і Мелеуз.
У 2000 році, згідно з Постановою Кабінету Міністрів Республіки Башкортостан, школі села Корнієвка Мелеузівського району присвоєно ім'я Булата Рафікова. На подвір'ї школи було встановлено бюст письменника, крім того його ім'я було присвоєно алеї села Корнієвка.
У місті Уфі на будинку, де жив письменник, встановлено меморіальну дошку.
У 1999 році адміністрацією Мелеузівського району було засновано премію імені Булата Рафікова.